# Mariem Velazco
Mariem Claret Velazco García (San Tomé, 9 novembre 1998) è una modella venezuelana, incoronata Miss International 2018.
È stata l'ottava venezuelana ad essere eletta Miss International.

## Biografia
Il 9 novembre 2017, alla finale di Miss Venezuela, viene selezionata come rappresentante del paese per l'edizione di Miss International dell'anno successivo.
Il 9 novembre 2018, giorno del suo ventesimo compleanno, vola al Tokyo Dome City dell'omonima città per partecipare alla 58ª edizione di Miss International, dove è incoronata vincitrice dalla reginetta uscente Kevin Lilliana. Per il paese sudamericano è l'ottavo successo in tale competizione, primato assoluto di vittorie per qualsiasi Stato.